# Носенки
Но́сенки — село в Україні, у Миргородській міській громаді Миргородського району Полтавської області. Населення становить 9 осіб. Колишній орган місцевого самоврядування — Слобідська сільська рада. 

## Географія
Село Носенки знаходиться на правому березі річки Сага, нижче за течією на відстані 5 км розташоване село Мальці, на протилежному березі - село Осове. Відстань до райцентру становить близько 24 км і проходить автошляхом місцевого значення.

## Пам'ятки
Неподалік від села розташований заказник місцевого значення Осове.